# Ріо-де-Жанейро (штат)
Ріо-де-Жанейро (порт. Rio de Janeiro) — штат Бразилії, розташований у Південно-східному регіоні. Межує зі штатами Мінас-Жерайс, Еспіриту-Санту та Сан-Пауло і з Атлантичним океаном.
Штат Ріо-де-Жанейро має площу 43 653 км², його столиця — місто Ріо-де-Жанейро, яке було столицею португальської колонії з 1763 року (після Салвадору, штат Баїя), столицею Сполученого Королівства Бразилії, Португалії і Альгарви з 1806 року і столицею незалежної Бразилії з 1822 до 1960 року.
Поділяється на 4 мезарегіони:
- Агломерація Ріо-де-Жанейро
- Байшадас-Літоранеас
- Південь штату Ріо-де-Жанейро
- Північний захід Ріо-де-Жанейро
- Центр штату Ріо-де-Жанейро